# Lila Avilés Solís
Lila Avilés Solís (Ciutat de Mèxic, Mèxic, 1982) és una directora de cinema, directora de teatre i actriu mexicana.

## Trajectòria
Avilés va estudiar Arts Escèniques i Direcció d'Escena, així com Guió Cinematogràfic. Abans de debutar en la direcció cinematogràfica, va ser actriu en sèries televisives com El Pantera (2006), Prófugas del destino (2010) i Drenaje profundo (2010). Debutà com a cineasta amb el curtmetratge Dejá vu en 2016.
El seu primer llargmetratge, La camarista, es va estrenar en el Festival Internacional de Cinema de Toronto de 2018. Amb aquesta pel·lícula, Avilés va obtenir el premi Ariel d' opera prima, així com la nominació a Millor Direcció. La cinta també va guanyar l'Ull a Llargmetratge Mexicà en el Festival Internacional de Cinema de Morelia de 2019. El setembre de 2019, l'Academia Mexicana de Artes y Ciencias Cinematográficas va elegir La camarista com a representant de Mèxic per a la 34 edició dels Premis Goya i la 92a edició dels Premis Óscar.
Va dirigir el curtmetratge 'Ojo dos veces boca' com a part de Women's Tales, produït per Miu Miu i Cine CANIBAL.
La seva pel·lícula més recent Tótem, va ser part de la selecció Oficial en Competència del 73è Festival Internacional de Cinema de Berlín 2023, on va obtenir el Premi Ecumènic a Millor Pel·lícula, la cinta també va ser condecorada amb el Premi a Millor Llargmetratge en el Festival Internacional de Cinema de Morelia, la qual cosa va convertir a la cineasta en l'única persona a la data a ser creditora a aquest guardó en dues ocasions.

## Filmografia
- La camarista (2018)
- Ojo dos veces boca (2023) - curtmetratge
- Tótem (2023)